# Otto Born
Otto Born (* 26. März 1892 in Löhme; † 2. Mai 1945 in Berlin) war ein deutscher Politiker (NSDAP).

## Leben
Born besuchte die Volksschulen in Löhme und Werneuchen. Danach verdiente er sich von 1907 bis 1912 als Kutscher seinen Lebensunterhalt. 1912 ging er zum Militär und nahm von 1914 bis 1918 am Ersten Weltkrieg teil. Born wurde mit dem Eisernen Kreuz II. Klasse ausgezeichnet.
Zunächst wurde er nach Kriegsende Mitglied der Deutsch-Sozialen Partei, der er bis 1923 angehörte. Am 13. Dezember 1922 wurde er Mitglied der NSDAP, der neu gegründeten Partei trat er zum 20. Mai 1925 erneut bei (Mitgliedsnummer 5.651). In Berlin-Mitte wurde er 1929 Bezirksverordneter. Am 12. März 1933 wurde er zum Stadtverordneten in Berlin gewählt und bekleidete danach kurzzeitig das Amt eines Bezirksstadtrates und stellvertretenden Bürgermeisters. Er lebte damals als Arbeiter in der dortigen Bergstraße 18. Born kandidierte auf dem Wahlvorschlag für die NSDAP auf Platznummer 648 bei der Wahl zum Deutschen Reichstag am 12. November 1933. Er zog aber bei der Direktwahl nicht in den Reichstag ein, sondern rückte erst am 23. April 1935 für den ausgeschiedenen Achim Gercke nach.
Von August 1935 bis September 1936 war er Bürgermeister von Berlin-Mitte. Am 1. Juni 1937 schied er aus der Stadtverwaltung aus und übernahm hauptamtlich die Funktion des NSDAP-Kreisleiters im Kreis V (Berlin).
Born war Mitglied der SS und erreichte 1943 den Rang eines SS-Standartenführers (SS-Nummer 238.301).
1936 erhielt er das Goldene Gauehrenzeichen Berlin.
Born verübte in den letzten Tagen des Zweiten Weltkrieges zusammen mit seiner Frau im Berliner Kaiser-Keller Suizid.